# Mozart (Fußballspieler)
Mozart Santos Batista Júnior, kurz Mozart, (* 8. November 1979 in Curitiba) ist ein Fußballtrainer und ehemaliger brasilianischer Fußballspieler.

## Karriere
Mozart begann seine Profilaufbahn in seiner Heimatstadt bei Coritiba FC, wechselte aber schnell nach Rio zu Flamengo. Während dieser Zeit gehörte er zur Auswahl Brasiliens für das olympische Fußballturnier 2000. In der Vorbereitung und während des Turniers kam er zu 15 Länderspiel-Einsätzen, die ersten beiden davon im November 1999 gegen die A-Auswahl Australiens.
Durch seine dortigen Leistungen wurde der italienische Erstligist Reggina Calcio auf ihn aufmerksam, bei dem er für fünf Jahre Stammspieler wurde, bevor er schließlich in die Premjer-Liga zu Spartak Moskau wechselte. Anfang 2009 wechselte er zu Palmeiras São Paulo; bereits rund ein halbes Jahr später schloss er sich einem neuen Klub, dem AS Livorno, an. Den Klub verließ er am Ende der Saison 2009/10. Zur Saison 2012 trat Mozart in China bei Shanghai Shenxin an.
Mozart begann 2013 in seiner Heimat eine Karriere als Trainer. Zunächst bei unterklassigen Klubs tätig, arbeitete er von 2019 bis 2020 als Nachwuchstrainer beim Coritiba FC. Im September 2020 wurde er von der CS Alagoano eingestellt. Aufgrund der guten Leistungen des von ihm geführten Teams (5. Platz Série B 2020) wurde Mozart im April 2021 von Chapecoense verpflichtet. Nachdem er das Team in nur acht Spielen angeleitet hatte, wurde er am 27. Mai, kurz vor Beginn der Série A 2021, entlassen. Am 10. Juni 2021 wurde er von Cruzeiro Belo Horizonte eingestellt. Bereits am 30. Juli 2021 trat er von seinem Posten zurück. Seine Bilanz aus 13 Spielen lag zu dem Zeitpunkt bei zwei Siegen, sieben Unentschieden und vier Niederlagen.
Ende August 2021 gab der CS Alagoano bekannt, Mozart erneut als Cheftrainer verpflichtet zu haben. Er konnte die Mannschaft in der Série B 2021 noch auf den fünften Tabellenplatz führen und verpasste einen Aufstiegsplatz um zwei Punkte. In der Staatsmeisterschaft von Alagoas 2022 erreichte er mit dem Klub das Halbfinale. Am 13. Juni 2022 wurde Mozart gekündigt. Zu dem Zeitpunkt lag der Klub am zwölften Spieltag der Série B 2022 auf Platz 15.
Am 2. Juli 2022 gab der Guarani FC die Verpflichtung von Mozart als neuen Cheftrainer bekannt. Der Klub hatte am 14. Spieltag der Série B 2022 auf Platz 19. liegend seinen Trainer Marcelo Chamusca entlassen.

## Erfolge
Coritiba
- Staatsmeisterschaft von Paraná: 1998, 1999

Flamengo
- Staatsmeisterschaft von Rio de Janeiro: 2000

Spartak Moskau
- Russischer Vize-Meister: 2005, 2006, 2007